# Йон (департамент)
Йон (на френски: Yonne; 89) е департамент в северната част на Централна Франция, регион Бургундия-Франш Конте. Граничи с департаментите Об, Кот д'Ор, Ниевър, Лоаре и Сен е Марн. Наречен е на река Йона, която го пресича от юг на север. Създаден е през 1790 г. върху част от историческата провинция Бургундия. Столица на департамента е град Осер.